# Głoginin
Głoginin (prononciation : [ɡwɔˈɡinin]) est un village polonais de la gmina de Borek Wielkopolski dans le powiat de Gostyń de la voïvodie de Grande-Pologne dans le centre-ouest de la Pologne.
Il se situe à environ 7 kilomètres au sud-est de Borek Wielkopolski (siège de la gmina), à 21 kilomètres à l'est de Gostyń (siège du powiat) et à 65 kilomètres au sud-est de Poznań (capitale régionale).
Le village possède une population de 270 habitants.

## Histoire
De 1975 à 1998, le village faisait partie du territoire de la voïvodie de Leszno.

Depuis 1999, Głoginin est situé dans la voïvodie de Grande-Pologne.